# Strada statale 224 di Marina di Pisa
La ex strada statale 224 di Marina di Pisa (SS 224), ora strada provinciale 224 Marina di Pisa (SP 224) in provincia di Livorno e strada provinciale 224 di Marina di Pisa (SP 224) in provincia di Pisa, è una strada provinciale italiana che collega Livorno e Pisa.

## Percorso
La strada ha attualmente origine nella zona portuale di Livorno, poiché il primo tratto a partire dall'innesto con la strada statale 1 Via Aurelia risulta ormai scomparso e sostituito da una nuova viabilità. Inizia a ricomparire in corrispondenza dello svincolo di Tirrenia della strada di grande comunicazione Firenze-Pisa-Livorno.
Il tracciato prosegue costeggiando lo Scolmatore dell'Arno sulla riva sinistra, per poi deviare verso nord e superarlo, entrando così nella provincia di Pisa. Qui la strada ha funzione di litoranea, attraversando le località di Calambrone, Tirrenia e Marina di Pisa.
Al raggiungimento della foce dell'Arno, la strada devia verso est, risalendone quindi il percorso sulla riva sinistra. Passa quindi non lontano da San Piero a Grado, supera l'A12 Genova-Rosignano Marittimo ed entra quindi a Pisa dove termina innestandosi sulla strada statale 1 Via Aurelia.
In seguito al decreto legislativo n. 112 del 1998, dal 2001 la gestione è passata dall'ANAS alla Regione Toscana che ha provveduto al trasferimento dell'infrastruttura al demanio della Provincia di Livorno e della Provincia di Pisa per le tratte territorialmente competenti.